# Sara Watkins
Sara Watkins, née en 1981, est une auteur-compositrice, violoniste et chanteuse américaine.

## Carrière musicale
Elle fait ses débuts en 1989 comme violoniste dans le groupe de bluegrass Nickel Creek en compagnie de son frère Sean et du mandoliniste Chris Thile.
À partir de 2007, et après 5 albums à succès enregistrés avec Nickel Creek, Watkins poursuit ensuite une carrière en solo et sort un premier album, intitulé Sara Watkins, en avril 2009. Cet album est produit pour le label Nonesuch Records par John Paul Jones, ancien bassiste de Led Zeppelin. Watkins écrit elle-même 8 des 14 titres de ce premier album.
Son deuxième album solo sort en mai 2012, toujours sous le même label, avec cette fois la participation de Fiona Apple et de Jackson Browne. Sara Watkins participe d'ailleurs à la tournée nationale de Jackson Browne en 2012 et 2013.